# Pierre Banderet
Pierre Banderet, né le 16 décembre 1954 à Saint-Aubin en Suisse est un acteur suisse de théâtre, de cinéma et de télévision.

## Biographie
Pierre Banderet a été formé à l'école romande d'art dramatique d'où il sort diplômé en 1976. Il poursuit sa formation au Conservatoire national supérieur d'art dramatique de Paris entre 1977 et 1979. Il se produit dans de nombreux spectacles à partir de 1987. Il joue notamment dans Les Fausses Confidences de Marivaux dirigé par Jacques Lassalle, dans Hamlet mis en scène par Antoine Vitez, dans des pièces de Labiche. Au cinéma il tourne notamment sous la direction de Robert Guédiguian. 
Il reçoit un prix d'interprétation pour Supermarché en 2007.

## Théâtre
- Autour de Mortin de Tristan Bernard
- Les Fausses Confidences de Marivaux
- Hamlet de Shakespeare mis en scène par Antoine Vitez
- 2012 - 2013 : Oh les beaux jours de Samuel Beckett, mise en scène de Marc Paquien, avec Catherine Frot
- 2020 : Cyrano de Bergerac d’Edmond Rostand, mise en scène Jean Liermier, théâtre des Célestins et tournée

## Filmographie

### Cinéma
- 1983 : Flics de choc
- 1985 : Ki lo sa ? de Robert Guédiguian
- 1985 : Rouge Midi de Robert Guédiguian
- 1991 : Dieu vomit les tièdes de Robert Guédiguian
- 1992 : Boulevard des hirondelles
- 1993 : L'argent fait le bonheur de Robert Guédiguian
- 1997 : Marius et Jeannette de Robert Guédiguian
- 1998 : À la place du cœur de Robert Guédiguian
- 1999 : À l'attaque ! de Robert Guédiguian
- 2000 : La ville est tranquille de Robert Guédiguian
- 2004 : Mon père est ingénieur de Robert Guédiguian
- 2008 : Lady Jane de Robert Guédiguian
- 2009 : L'Armée du crime de Robert Guédiguian
- 2009 : La Sainte Victoire
- 2015 : Une histoire de fou de Robert Guédiguian
- 2018 : Fortuna de Germinal Roaux

### Télévision
- 1982-1983 : Messieurs les jurés (série télévisée)
- 1990 : La Vierge Noire (série télévisée)
- 2001 : Thérèse et Léon (téléfilm)
- 2006 : Sartre, l'âge des passions (téléfilm)
- 2008 : Nicolas Le Floch (série télévisée)
- 2013 : La Dernière Campagne : Pierre Moscovici
- 2018 : Dévoilées de Jacob Berger